# 고노 요헤이
고노 요헤이(일본어: 河野 洋平, 1937년 1월 15일~)는 14선 중의원 의원을 지낸 일본의 정치인이다.

## 생애

### 출생과 학창 시절
1937년 1월 15일에 가나가와현 히라쓰카시에서 정치인 고노 이치로의 차남으로 태어났다. 1955년에 와세다 대학 고등학원을 거쳐 와세다 대학 정치경제학부 경제학과에 입학했다. 대학생 때 육상부에서 활약했다. 1959년에 졸업하여 마루베니이다(지금의 마루베니)에 입사하여 재무부·식량부, 도쿄지사 사탕식료품부에서 근무했다.
마루베니이다에 다니면서 후지 스피드웨이 건설에 관여했으며 후지 스피드웨이의 경영을 담당한 니혼 나스카의 부사장을 맡은 적이 있다. 이후 후지 스피드웨이의 경영권이 미쓰비시지쇼에 양도되자 물러났다.
그후 미국 스탠퍼드 대학교을 갔다.

### 정계 입문
1965년에 아버지가 죽자 지지 기반을 물려받아 1967년 총선에 출마해 당선됐다. 소속 정당은 자유민주당이었고 파벌은 신정동지회였는데 자민당은 아버지의 소속 정당이었고 신정동지회는 아버지의 파벌인 춘추회의 후신격이었다. 1970년 총재 선거 때 사토 에이사쿠가 4선에 도전하자 신정동지회는 이에 찬성했는데 고노는 파벌의 노선에 반대하며 사토의 4선을 저지해야 한다고 주장했다.
1972년 12월에 출범한 제2차 다나카 가쿠에이 내각에서 문부정무차관으로 재임했다.
소장파 의원 시절의 고노는 자민당의 프린스로 불렸으며 초파벌적 공부모임인 정치공학연구소(정공연)를 주재했다. 정공연은 당내에서 좌파적 성향으로 분류되는 중진과 소장파 의원들이 참여하고 있었다. 다나카 가쿠에이가 1974년에 총재에서 물러나자 총재 선거가 열릴 것을 예상하고 정공연을 중심으로 고노 옹립 운동이 전개됐다. 하지만 다나카의 금맥 문제와 각복 전쟁의 여파로 부총재 시나 에쓰사부로가 이른바 시나 재정을 통해 미키 다케오를 후임 총재로 추대하면서 옹립 운동은 좌절됐다. 미키 내각이 출범하자 고노는 환경청 장관으로 입각할 예정이었지만 당내 좌파들의 반발로 무산됐다.

### 신자유클럽

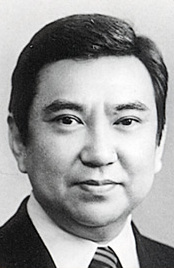
과학기술청 장관으로 재직할 때의 공식 초상화(1985년).

정공연 멤버인 다가와 세이이치, 니시오카 다케오, 야마구치 도시오, 고바야시 마사미, 아리타 가즈히사 등과 함께 1976년에 자민당을 탈당한 뒤 신자유클럽을 창당하고 고노가 대표에 취임했다. 창당 직후 진행된 총선에서 신자유클럽은 도시를 중심으로 하여 17석을 획득하는 일대 파란을 일으켰다.
하지만 1979년 총선에서 니시오카가 신자유클럽을 탈당한 뒤 자민당에 복당한 데다가 의석수도 4석으로 크게 줄어들었다. 총선 참패에 대한 책임을 지고 고노는 대표에서 물러났다. 총선 직후 자민당 내에선 오히라 마사요시의 총리대신 재선 여부를 놓고 40일 항쟁이라 불리는 내분이 있었다. 이 과정에서 오히라는 신자유클럽에 연립을 제안했지만 자민당 내에서 반대가 많아 없던 일이 되었다.
고노의 정치 스승격인 나카소네 야스히로가 1982년에 총리대신에 취임하자 다시 연립 얘기가 부상했다. 그리고 1983년 총선에서 자민당이 다시 한 번 과반수 의석을 상실하자 연립이 성사되었다. 1984년에 고노는 신자유클럽 대표에 복귀했고 1985년에 출범한 제2차 나카소네 내각 (제2차 개조)에 과학기술청 장관 겸 원자력위원장에 취임했다. 이로써 정계에 입문한 지 18년 만에 첫 입각을 이루었다.
1986년에 고노는 신자유클럽의 해산을 선언한 뒤 자민당에 복당했다.

### 자민당 복당 후
소장파 의원 시절 고노는 신정동지회에 소속되어 있었지만 자민당에 복당한 이후에는 나카소네의 매파적 체질을 우려해 평소 존경하던 미야자와 기이치가 이끌던 굉지회에 들어갔다. 이후 적극적인 정치 활동을 삼가다가 1991년에 미야자와가 총재로 당선되는 데 공헌하여 1992년에 출범한 미야자와 내각 (개조)에 내각관방장관으로 입각했다. 또한 국무상을 겸해 여성 문제를 종합적으로 추진하기 위한 행정 각부의 소관 사무를 조정하는 역할을 맡았다. 고노는 국무상의 일은 문부상 모리야마 마유미가 맡는 게 더 적절하다며 난색을 표했지만 미야자와는 "자네는 그런 식이니까 안되는 거야. 여성 문제는 여성이 맡아야 한다는 발상은 대체로 잘못됐어. 관방장관 자리는 그런 자리니까 자네가 하도록 해."라며 고노에게 맡겼다.
1993년에 대한민국의 대통령 노태우는 정의기억연대가 주장한 위안부 강제 연행의 사실 여부에 대한 진상 규명을 지시했다. 일본 정부는 한국을 배려하여 관방장관이던 고노가 국회에 출석했을 때 "문서를 찾는 조사만으로는 충분치 않은 부분이 있어 관계자 분들의 얘기도 듣고자 생각하고 있다"라고 답변한 뒤 한국인 전쟁유족회가 소개한 16명의 위안부들을 만났다. 그리고 그때까지 인정하고 있지 않던 위안부의 강제성을 인정하고 사죄하는 위안부 관계 조사결과 발표에 관한 고노 내각관방장관 담화(고노 담화)를 발표했다. 이 담화는 "대체로 당사자의 의사에 반하여 이루어졌다", "모집·이송·관리 등의 전체 과정에서 볼 때 감언·강압과 같은 방법을 통한 강제성이 있었다"라는 내용을 포함하고 있었다. 다만 일본 내에서는 담화가 사전에 한국 정부와 조정이 있었단 이유로 담화를 부정하는 세력이 있다. 1993년 총선 이후 비자민·비공산 연립 정권 수립이 확실시되자 당시 자민당 내각은 실적을 남기기 위해 조사를 급히 진행했다는 비판도 있다.(담화가 발표된 다음 날 미야자와 내각은 총사퇴했다)
1993년에 오자와 이치로를 비롯해 자민당 탈당자가 속출했고 곧이어 치러진 총선에서 자민당은 과반 의석을 상실했을 뿐 아니라 오자와가 이끄는 야당 연합에게 정권마저 빼앗기고 말았다. 자민당 창당 이래 처음 있는 일이었고 이에 대한 책임을 지고 미야자와는 총재직에서 물러나야 했다. 이후 진행된 총재 선거에서 고토다 마사하루가 유력 후보로 부상했으나 당사자가 고사하면서 불발됐다. 결과적으로 고노와 와타나베 미치오가 입후보해 고노가 당선됐다. 고노는 총재 선거에서 자신을 지지해준 청화회의 모리 요시로를 간사장으로 기용했으며 "야당은 총재가 당무를 관장하니 다른 당과 정책 협의를 하는 정조회장이 간사장보다 더 중요하다."라는 마쓰노 라이조의 조언을 받아들여 하시모토 류타로를 정조회장에 앉혔다. 와타나베는 고노에게 "자네와는 사상이 다르다."라고 한 적이 있었기에 고노는 와타나베의 파벌인 정책과학연구소(옛 신정동지회)의 인사를 기용하는 것에 신중했지만 아버지의 비서를 지냈던 기베 요시아키를 총무회장으로 삼았다.

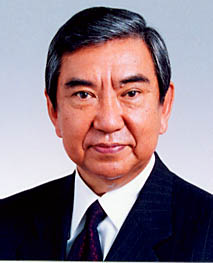
외무상으로 재직할 때의 공식 초상화(1999년).

호소카와 내각이 제출한 정치개혁법률안이 참의원에서 부결되자 고노는 총리대신 호소카와 모리히로와 당수회담를 진행했다. 그리고 법률안 수정에 합의하여 이를 성립시키는 데 성공했다. 1994년 6월 연립 여당이 오자와와 일본사회당의 갈등으로 붕괴하자 고노는 여당에 복귀하기 위해 사회당 위원장 무라야마 도미이치에게 총리대신 자리를 양보했다. 이로써 자사사 연립 정권이 출범했다. 고노는 무라야마 내각에서 부총리 겸 외무상으로 입각했다.
1995년 참원선에서 여당이 패배하자 무라야마는 1당 대표가 총리대신이 되는 게 맞다며 고노에게 총리대신 자리를 양보하려 했다. 하지만 자민당의 오부치 게이조는 자민당 총재 선거 후에 정권 교체가 있어야 한다며 강경하게 반대하여 이는 실현되지 않았다. 이후 진행된 총재 선거에서 고노는 간사장을 모리에서 미쓰즈카 히로시로 바꾸는 등 재선 전략을 전개했지만 같은 굉지회의 실력자인 가토 고이치가 고노의 청을 무시하고 하시모토 지지를 선언하자 결국 고노는 출마를 포기했다.
고노는 오부치와 하시모토의 파벌인 경세회와 싸울 것도 생각했지만 아내가 병으로 죽고 자신도 건강이 예전같지 못해 불출마를 선택했다고 훗날 회고했다. 이로써 고노는 자민당 역사상 처음으로 총리대신이 되지 못한 총재로 남게 되었다. 한편 고노는 자민당 총재를 역임한 뒤 중의원 의장이 된 유일한 사례이기도 하다.

### 대용회 결성

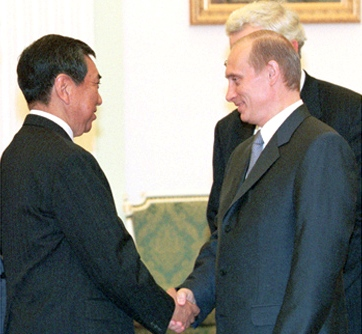
외무상으로서 러시아을 방문한 고노(2000년). 악수하고 있는 사람은 러시아의 대통령 블라디미르 푸틴이다.

1998년 12월부터 누가 미야자와의 뒤를 이어 굉지회를 물려받을지를 놓고 고노와 가토의 대립이 격화됐다. 한때 고노가 자민당을 탈당한 적이 있어 파벌 내에서 고노의 지지 세력은 열세였고 결국 가토가 후계자로 선정됐다. 고노는 이에 불복해 자신을 따르는 가스야 시게루, 아소 다로, 아이자와 히데유키, 에토 세이시로, 모리 에이스케 등과 함께 굉지회를 탈퇴한 뒤 대용회(고노 그룹)를 결성하고 회장에 취임했다.
1998년 총재 선거 때 미야자와와 가토가 오부치 게이조를 지지하자 이에 반발해 가스야, 아소 등과 함께 가지야마 세이로쿠를 지지했지만 오부치가 승리했다. 하지만 오부치가 재선을 위해 1999년 총재 선거에 출범했을 때 가토가 출사표를 던지자 두 사람의 관계를 냉랭해졌고 재선에 성공하여 오부치 내각 (제2차 개조)이 출범했을 때 고노는 외무상으로 입각했다.
오부치의 뒤를 이어 모리 요시로가 2000년에 총리대신이 된 뒤에도 외무상으로 유임돼 7월에 열린 제26회 G8 정상회담 때 의장 역할을 수행했다. 하지만 조선민주주의인민공화국에 대한 쌀 지원과 전 중화민국의 총통 리덩후이의 방일을 둘러싼 대응 과정에서 비판도 받았다. 유엔이 북한을 위한 쌀 지원을 요청하자 고노는 야마사키 다쿠와 함께 최대한으로 지원할 것을 주장하며 50만 톤 지원을 결정했다. 하지만 납치 의혹이 해결되지 않았는데도 유엔이 요청한 19만 5천 톤보다 훨씬 많은 50만 톤 지원을 결정한 근거와 과정을 공개하라며 비판을 받았다. 또 리덩후이가 방일을 추진하자 중화인민공화국의 강하게 반대했고 고노는 사임까지 불사하며 사증 발행에 반대했다. 결국 총리대신 모리가 사증 발행을 지시했고 고노는 사임하지 않았지만 완고한 친중적 자세와 정부에 혼란을 초래했다 하여 비판을 받아야 했다.
모리의 지지율이 저하하면서 모리의 사임 얘기가 커지자 후임 총재 물망에 올랐다. 고노의 라이벌이던 가토가 가토의 난을 일으켰다가 실패해 실각했기에 고노의 총재 당선 가능성이 더 높아졌지만 결국 2001년 총재 선거에 고노는 불출마하고 아소의 입후보를 지지했다.

### 중의원 의장

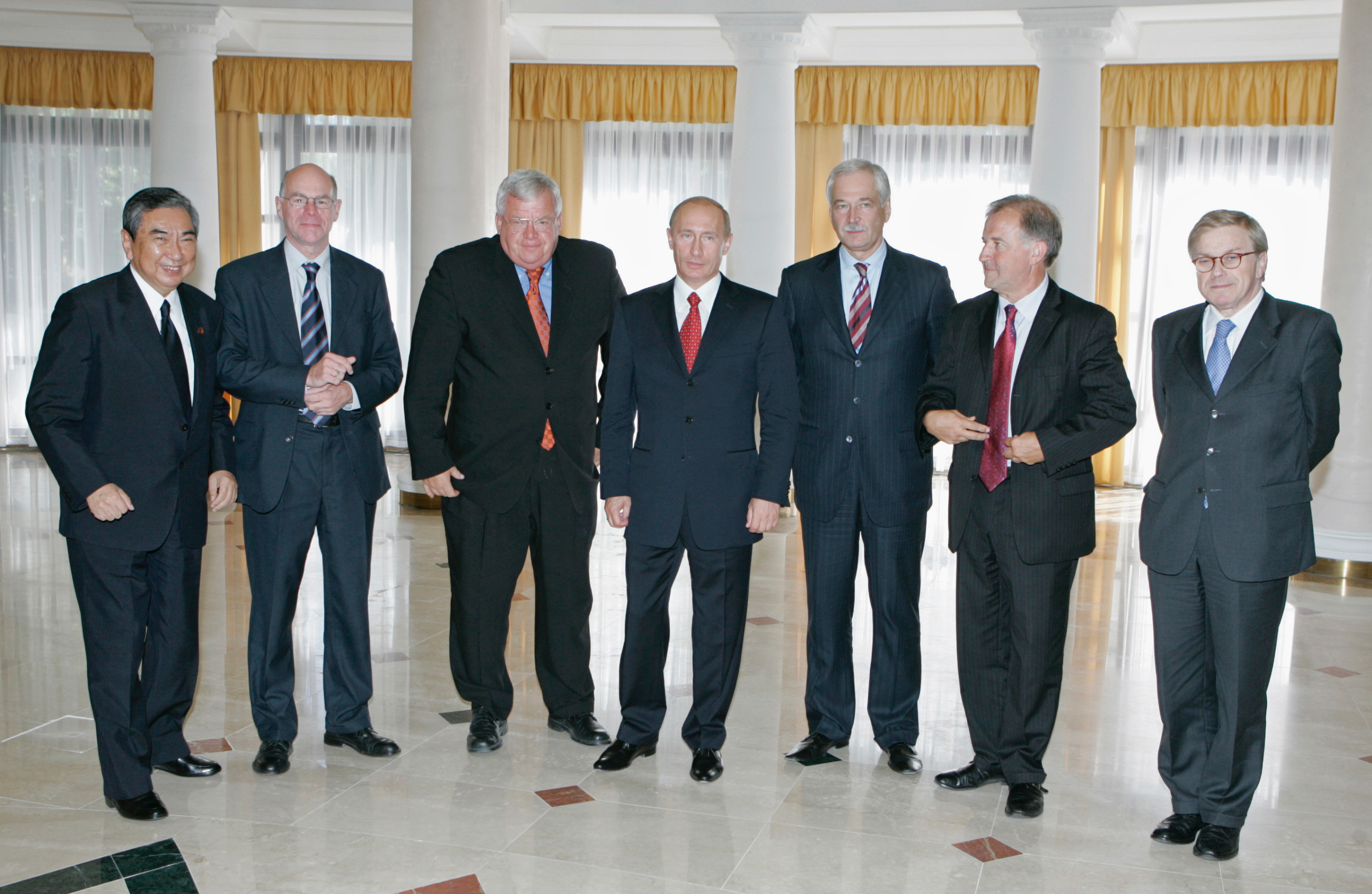
G8 하원의장회의에 참석한 고노(가장 왼쪽, 2006년).

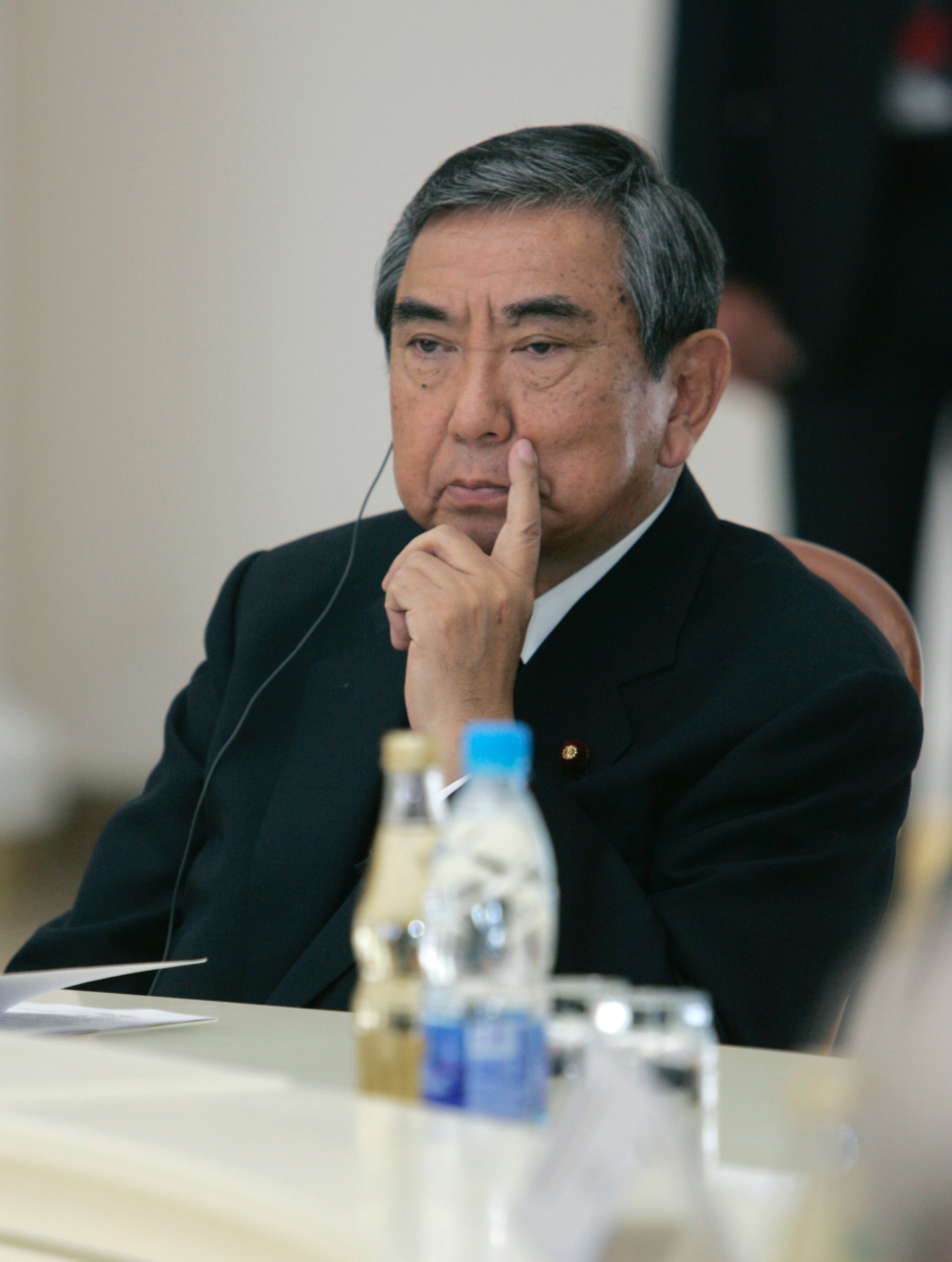
G8 정상들과 회담하는 고노(2006년).

2003년 총선 이후 열린 국회에서 일본 중의원 의장으로 선출됐다. 이는 1993년에 야당으로 전락했다가 정권을 탈환하는 데 공헌했고 사실상 총리대신이 될 수 없어진 고노에 대한 배려도 겸하여 모리가 제안한 것이 받아들여진 것이었다. 취임 이후 이라크 전쟁에 대해 의문점은 있지만 어쩔 수 없는 결단을 내린다며 무력 행사를 지지했다.
2005년 고이즈미 준이치로가 추진하는 우정민영화 법률안이 중의원에서 가부동수가 될 우려가 있자 고노가 캐스팅보트를 행사해야 한다는 얘기도 있었지만 5표 차이로 가까스로 가결되었다. 하지만 참의원에서 민영화 법안이 부결되자 고이즈미는 기다렸다는 듯이 중의원 해산 카드를 꺼내들었다. 중의원이 해산되자 고노도 의장직에서 내려왔지만 총선 직후 구성된 국회에서 직전 임기가 짧았다는 이유로 의장에 재선될 수 있었다.
의장에 재선됐고 파벌 활동에 사실상 관여하고 있지 않았던 것도 더해 아소에게 회장직을 넘겨줬다. 이후 아소는 대용회를 해체했다가 위공회로 재편했다. 2007년에 국립국회도서관장으로 정보공학자 나가오 마코토를 기용했다. 일반적으로 국회사무총장 출신이 취임하는 것이 관례였기에 이례적인 인사라는 평을 받았다.
2008년 자민당이 가솔린세 등의 장점세율을 연장한 것을 주장하자 민주당이 반발했다. 국회가 소란해지자 고노는 참의원 의장 에다 사쓰키와 함께 예산안과 세입 법안을 철저하게 심의할 것을 조건으로 연내에 결론을 내자고 절충안을 내서 여야가 이를 받아들였다. 하지만 합의에 실패했고 결국 자민당은 예산안은 강행 돌파를 시도해 통과시켰고 세입 법안은 중의원에서 통과했다가 참의원에서 부결된 뒤 중의원에서 재가결시켰다.
9월 18일에 차기 총선에 불출마하겠다는 뜻을 밝혔다. 자신의 지역구는 자민당에서 활동하던 정치인인 마키시마 가렌에게 물려줬다. 7월 21일에 중의원이 해산되자 의장에서 물러났고 동시에 국회의원 생활도 끝냈다. 고노의 의장 재임 기록은 2,029일로 이는 당시 헌정사상 최장 재임 기록이었다. 이는 나중에 오시마 다다모리의 2,336일에 의해 깨지게 된다.

### 정계 은퇴 이후
2011년 가을에 동화대수장을 수훈했다.
2023년 7월에 중국을 방문해 외교부장 왕이와 회담했다.

## 이야깃거리

### C형 간염
신자유클럽을 결성한 1976년 무렵부터 고노는 지나친 피로를 느껴 병원을 찾아가니 C형 간염 진단을 받았다. 또한 1997년에 미국에서 간 생검을 받았을 땐 간경화증이 왔다는 진단을 받았다. 이후 인터페론 치료를 받았지만 개선되지 않았고 2000년에는 황달이 출현하고 간성 뇌증에 의한 의식장애까지 생겼다.
2002년 아들인 고노 다로의 권유를 받아들여 장기 이식 수슬을 받았다. 간을 제공한 사람은 아들인 다로. 수술은 성공적으로 끝났지만 끝내 어디서 C형 간염이 전염되었는지는 밝혀내지 못했다.

## 가족 관계
아버지는 11선 중의원 의원을 지낸 고노 이치로이며 장남은 9선 중의원 의원인 고노 다로다. 할아버지는 고노 지헤이는 가나가와현의회 의장을 지낸 실업가 출신 정치인이며 숙부도 정치인으로 5선 참의원 의원을 지냈다.

## 같이 보기
- 일본의 내각관방장관
- 위안부 관계 조사결과 발표에 관한 고노 내각관방장관 담화
- KK 전쟁

## 역대 선거 기록
|  | 17.24% |

|  | 14.88% |

|  | 16.86% |

|  | 37.12% |

|  | 25.34% |

|  | 23.26% |

|  | 24.64% |

|  | 24.99% |

|  | 24.91% |

|  | 30.5% |

|  | 44.75% |

|  | 56.44% |

|  | 57.34% |

|  | 60.69% |

## 참고 문헌
- 佐藤朝泰 『豪閥 地方豪族のネットワーク』 立風書房 2001年 334頁